# جوني نيومان (لاعب كرة سلة مواليد 1951)
جوني نيومان (بالإنجليزية: Johnny Neumann)‏ مواليد 11 سبتمبر 1951 في ممفيس، هو مدرب كرة سلة أمريكي ولاعب سابق. بدأ مسيرته الاحترافية في سنة 1971. تم اختياره من قبل فريق شيكاغو بولز خلال الدرافت. يبلغ طوله 6 قدم 6 بوصة (2.0 م). اعتزل اللعب في 1979. أحرز خلال مسيرته في الإن بي إيه 6022 نقطة بمعدل 13.2 نقطة في المباراة الواحدة.

## المسيرة الاحترافية
لعب مع إنديانا بايسرز في موسم 1974–1975، ثم لعب مع بوفالو بريفز في سنة 1976، ثم لعب مع لوس أنجلوس ليكرز في موسم 1976–1977، ثم لعب مع إنديانا بايسرز في سنة 1977، ثم لعب مع بالاكانسترو كانتو في الدوري الإيطالي في موسم 1978–1979.

## روابط خارجية
- جوني نيومان على موقع إن بي أي (الإنجليزية)
- جوني نيومان على موقع سبورتس رفرنس (الإنجليزية)
- جوني نيومان على موقع كلية كرة السلة في سبورتس رفرنس.كوم (الإنجليزية)
- جوني نيومان على موقع ريلجم (الإنجليزية)